# 2004/2005 ISUジュニアグランプリシリーズ
2004/2005 ISUジュニアグランプリシリーズ（2004/2005 ISU Junior Series of Figure Skating）は、国際スケート連盟が承認するフィギュアスケート・アイスダンスにおける2004-2005年シーズンのISUジュニアグランプリの総称。

## 概要
当シリーズでは、8大会での総合成績が上位となった男子シングルの8人、女子シングルの9人とペア、アイスダンスの各8組がJGPファイナルに進んだ。

## 開催地と日程
- JGPクールシュベル（クールシュベル）：2004年8月26日-29日
- JGPブダペスト（ブダペスト）：2004年9月2日-5日
- JGPスケートロングビーチ（ロングビーチ）：2004年9月9日-12日
- JGPハルビン（ハルビン）：2004年9月16日-19日
- JGPベオグラード・スパロー（ベオグラード）：2004年9月23日-26日
- JGPウクライナ記念（キエフ）：2004年9月30日-10月3日
- JGPブラオエン・シュベルター杯（ケムニッツ）：2004年10月07日-10日
- JGPハルギタ杯（ミエルクレア＝チュク）：2004年10月13日-16日
- ISU JGPファイナル（ヘルシンキ）：2004年12月2日-5日

## 競技結果

### 男子シングル
| 大会名                        | 金                             | 銀                             | 銅                             |
| ----------------------------- | ------------------------------ | ------------------------------ | ------------------------------ |
| JGPクールシュベル             | ヤニック・ポンセロ             | アンドレイ・ルータイ           | ジェレミー・コロ               |
| JGPブダペスト                 | アレクサンドル・ウスペンスキー | 南里康晴                       | セルゲイ・ボロノフ             |
| JGPスケートロングビーチ       | デニス・ファン                 | クリストファー・メイビー       | Princeton Kwong                |
| JGPハルビン                   | ミハイル・マゲロフスキー       | ジャマル・オスマン             | 岸本一美                       |
| JGPベオグラード・スパロー     | クリストファー・メイビー       | ショーン・ロジャース           | セルゲイ・ドブリン             |
| JGPウクライナ記念             | 南里康晴                       | デニス・ファン                 | 織田信成                       |
| JGPブラオエン・シュベルター杯 | ジャマル・オスマン             | アレクサンドル・ウスペンスキー | Princeton Kwong                |
| JGPハルギタ杯                 | 柴田嶺                         | セルゲイ・ドブリン             | ミハイル・マゲロフスキー       |
| ISU JGPファイナル             | デニス・ファン                 | 南里康晴                       | アレクサンドル・ウスペンスキー |

### 女子シングル
| 大会名                        | 金                   | 銀                     | 銅                     |
| ----------------------------- | -------------------- | ---------------------- | ---------------------- |
| JGPクールシュベル             | メーガン・デュハメル | キミー・マイズナー     | ジェシカ・ヒューストン |
| JGPブダペスト                 | 金妍兒               | 澤田亜紀               | ケイティ・テイラー     |
| JGPスケートロングビーチ       | 浅田真央             | キミー・マイズナー     | ダニエル・カール       |
| JGPハルビン                   | 武田奈也             | 金妍兒                 | ジェシカ・デュベ       |
| JGPベオグラード・スパロー     | ラウラ・レピスト     | ジェーン・ブガエワ     | Signe Ronka            |
| JGPウクライナ記念             | 浅田真央             | ヴェロニカ・クロポチナ | 澤田亜紀               |
| JGPブラオエン・シュベルター杯 | キーラ・コルピ       | ダニエル・カール       | ケイティ・テイラー     |
| JGPハルギタ杯                 | 北村明子             | 武田奈也               | ジェシカ・ヒューストン |
| ISU JGPファイナル             | 浅田真央             | 金妍兒                 | キミー・マイズナー     |

### ペア
| 大会名                        | 金                                                      | 銀                                              | 銅                                                    |
| ----------------------------- | ------------------------------------------------------- | ----------------------------------------------- | ----------------------------------------------------- |
| JGPクールシュベル             | マリエル・ミラー and ロックニ・ブルーベイカー           | アリーナ・ウシャコワ and アレクサンドル・ポポフ | ブルック・キャスティル and ベンジャミン・オコルスキー |
| JGPブダペスト                 | シドニー・シュミット and クリストファー・ポッテンジャー | リンジー・サイツ and アンディー・サイツ         | アリーナ・ディホチャル and フィリプ・ザレウシキー     |
| JGPスケートロングビーチ       | ジェシカ・デュベ and ブライス・デイヴィソン             | アーリン・スミス and ウィル・キットウッド       | Michelle Cronin and Brian Shales                      |
| JGPハルビン                   | マリア・ムホルトワ and マキシム・トランコフ             | ジェシカ・デュベ and ブライス・デイヴィソン     | Elena Efaieva and Alexei Menshikov                    |
| JGPベオグラード・スパロー     | ジュリア・ウラソフ and ドリュー・ミーキンス             | アーリン・スミス and ウィル・キットウッド       | Angelika Pulkina and Niklas Hogner                    |
| JGPウクライナ記念             | アリーナ・ウシャコワ and アレクサンドル・ポポフ         | Katelyn Uhlig and Colin Loomis                  | ジュリア・ウラソフ and ドリュー・ミーキンス           |
| JGPブラオエン・シュベルター杯 | マリア・ムホルトワ and マキシム・トランコフ             | ブリタニー・ヴァイス and ニコラス・コール       | Angelika Pylkina and Niklas Hogner                    |
| JGPハルギタ杯                 | タチアナ・ココレワ and エゴール・ゴロフキン             | マリエル・ミラー and ロックニ・ブルーベイカー   | Elena Efaieva and Alexei Menshikov                    |
| ISU JGPファイナル             | マリア・ムホルトワ and マキシム・トランコフ             | ブリタニー・ヴァイス and ニコラス・コール       | マリエル・ミラー and ロックニ・ブルーベイカー         |

### アイスダンス
| 大会名                        | 金                                                      | 銀                                                  | 銅                                                  |
| ----------------------------- | ------------------------------------------------------- | --------------------------------------------------- | --------------------------------------------------- |
| JGPクールシュベル             | モーガン・マシューズ and マキシム・ザボジン             | テッサ・ヴァーチュ and スコット・モイア             | ペルネル・キャロン and エドワール・デズッター       |
| JGPブダペスト                 | アンナ・カッペリーニ and マッテオ・ザンニ               | アリー・ハン＝マッカーディ and マイケル・コレノ     | トリナ・プラット and トッド・ギレス                 |
| JGPスケートロングビーチ       | モーガン・マシューズ and マキシム・ザボジン             | Siobhan Karam and Joshua Mcgrath                    | アナスタシア・ゴルシュコワ and イリヤ・トカチェンコ |
| JGPハルビン                   | テッサ・ヴァーチュ and スコット・モイア                 | ナタリア・ミハイロワ and アルカジー・セルゲーエフ   | トリナ・プラット and トッド・ギレス                 |
| JGPベオグラード・スパロー     | アンナ・カッペリーニ and マッテオ・ザンニ               | アナスタシア・ゴルシュコワ and イリヤ・トカチェンコ | メリル・デイヴィス and チャーリー・ホワイト         |
| JGPウクライナ記念             | アナスタシア・プラトノワ and アンドレイ・マキシミーシン | ペトラ・パハロヴァー and ペトル・クノト             | アリー・ハン＝マッカーディ and マイケル・コレノ     |
| JGPブラオエン・シュベルター杯 | ナタリア・ミハイロワ and アルカジー・セルゲーエフ       | カミラ・ピストレッロ and ルカ・ラノッテ             | アレクサンドラ・ザレツキー and ロマン・ザレツキー   |
| JGPハルギタ杯                 | アナスタシア・プラトノワ and アンドレイ・マキシミーシン | アレクサンドラ・ザレツキー and ロマン・ザレツキー   | メリル・デイヴィス and チャーリー・ホワイト         |
| ISU JGPファイナル             | モーガン・マシューズ and マキシム・ザボジン             | テッサ・ヴァーチュ and スコット・モイア             | アンナ・カッペリーニ and マッテオ・ザンニ           |

## 各国メダル数
| 順 | 国・地域       | 金 | 銀 | 銅 | 計 |
| -- | -------------- | -- | -- | -- | -- |
| 1  | ロシア         | 10 | 7  | 7  | 24 |
| 2  | アメリカ合衆国 | 8  | 13 | 15 | 36 |
| 3  | 日本           | 7  | 4  | 3  | 14 |
| 4  | カナダ         | 4  | 6  | 4  | 14 |
| 5  | イタリア       | 2  | 1  | 1  | 4  |
| 6  | フィンランド   | 2  | 0  | 0  | 2  |
| 7  | 韓国           | 1  | 2  | 0  | 3  |
| 8  | スイス         | 1  | 1  | 0  | 2  |
| 9  | フランス       | 1  | 0  | 2  | 3  |
| 10 | イスラエル     | 0  | 1  | 1  | 2  |
| 11 | チェコ         | 0  | 1  | 0  | 1  |
| 12 | スウェーデン   | 0  | 0  | 2  | 2  |
| 13 | ウクライナ     | 0  | 0  | 1  | 1  |